# Undo It
Singles de Carrie Underwood
Temporary Home
(2009) Mama's Song
(2010)
Pistes de Play On
Change
(4) Someday When I Stop Loving You
(6)
Undo It est le titre d'une chanson écrite par Kara DioGuardi, Martin Frederiksen, Luke Laird et coécrite et enregistrée par la chanteuse américaine de musique country Carrie Underwood. Il a été numérisé le 27 octobre 2009 et sort officiellement en single le 24 mai 2010. C'est le troisième single radio de l'album Play On.